# Marie Armande Jeanne Gacon-Dufour
Pour les articles homonymes, voir Gacon.
Marie Armande Jeanne Gacon-Dufour, dame d’Humières, puis Dufour de Saint-Pathus, née en décembre 1753 à Paris, où elle est morte en 1835, est une femme de lettres et économiste française. Elle a écrit plusieurs ouvrages de défense des droits des femmes, des romans, des ouvrages historiques et des traités d'économie domestique et d'agronomie.

## Biographie
Marie Armande Jeanne Gacon-Dufour était la fille des concierges de l'hôtel parisien de Jean Pâris de Montmartel. Le poète François Gacon (1667-1725) était son grand-oncle. Elle dit avoir été élevée au couvent de Monfort-L'Amaury. Après un premier mariage, elle a été connue sous le nom de Madame d'Humières. Elle aurait été lectrice à la cour de Louis XVI. Au début de la Révolution, elle vit à Nogent-sur-Marne. Vers l'an III (1794-1795), elle se remarie avec Julien-Michel Dufour de Saint-Pathus, avocat au Parlement de Paris et vit à Brie-Comte-Robert. Amie de Sylvain Maréchal depuis les années qui précèdent la Révolution, elle l'aide à rédiger et publier certaines de ses dernières œuvres. Elle est présente à sa mort, en 1803, et rédige la notice biographique publiée en 1807 en tête de son ouvrage posthume, De la vertu. Elle finit sa vie chez une de ses nièces qui l'avait accueillie à la suite d'ennuis de santé.

## Œuvre

### Féminisme
En 1787, le Chevalier de Feucher accuse les femmes dans un texte intitulé Dégradation de l’homme en société, ou essai sur la décadence du goût, des arts et des sciences : « Chez toutes les Nations qui commencent à s’illustrer, je voyais la femme comptée presque pour rien ; tandis que je la trouvais toujours figurante dans les malheurs, et la décadence des empires (…). Cette éternelle union de notre décadence et de votre pouvoir est désespérante ».  Gacon-Dufour publie en réponse un Mémoire pour le sexe féminin contre le sexe masculin. Elle répond aux accusations en s'inspirant des idéaux de Jean-Jacques Rousseau dont le Chevalier de Feucher se prétend l'héritier : « Attribuer aux femmes l’origine du mal dont souffrent les sociétés humaines revient à ignorer les textes de Rousseau et à trahir sa pensée (...) Combien il faut que le chevalier de Feucher soit injuste, ou faible d’instruction, ou grand déclamateur, pour avancer pareilles propositions, et pour les prêter à un grand homme afin de se donner plus de poids. » Mme Gacon-Dufour explique en contrepartie que la femme devient l’objet d’une dénaturation au moment même où elle entre dans la société. Si le processus de socialisation aboutit à la corruption féminine, la responsabilité en incombe aux hommes : « Si nous sommes séduites, c’est la faute de ces hommes qui nous attaquent ; c’est la faute de nos maris, qui ne sont plus les mêmes à notre égard, qui nous abandonnent […] ; la corruption de nos mœurs est donc la seule faute des hommes ».
En 1801 Sylvain Maréchal publie le Projet d'une loi portant défense d'apprendre à lire aux femmes, texte ayant pour but de « ramener les femmes dans l'espace privé de la maison en évoquant le danger pour les mœurs et pour la chose publique quand les femmes s'occupent de la vie de la cité ». En réponse à ce Projet, qu'elle présente comme une « plaisanterie », Mme Gacon-Dufour publie la même année Contre le projet de loi de S.M portant défense d'apprendre à lire aux femmes par une femme qui ne se pique pas d'être une femme de lettres. Elle concède d'abord à Sylvain Maréchal que les femmes doivent avoir comme priorité leurs devoirs domestiques mais réaffirme ensuite l'importance de leur accès au savoir et leur droit à participer à la vie sociale. Pour s'opposer aux arguments de Sylvain Maréchal, Mme Gacon Dufour soutient que l'ignorance forge le malheur de la femme, et considère la lecture nécessaire à l'émergence de vertus morales afin de faire des femmes des citoyennes de la République. En cela elle s'oppose à l'éducation religieuse imposée aux femmes durant l'Ancien Régime et se positionne du côté de la Révolution. Elle affirme l'utilité de l'instruction des femmes dans l'usage domestique, afin que l'épouse instruise son fils des mœurs républicains et lui fasse sa formation patriotique. Si les deux auteurs pensent avec les mêmes critères de jugement, leur différence se situe dans le jeu entre l'extrémisme du raisonnement chez Sylvain Maréchal, et la modération chez Mme Gacon Dufour. Cette défense des droits du sexe féminin sera saluée par Mme Clément-Hémery, auteure d'une autre réponse au Projet de Sylvain Maréchal plus centrée sur le terrain de l'« avoir égalitaire ».
En dehors de sa querelle avec Sylvain Maréchal, Mme Gacon Dufour reste engagée dans la question de l'instruction des femmes. En 1805, elle publie un ouvrage intitulé De la nécessité de l'instruction pour les femmes où elle se dit convaincue : « qu'une femme véritablement instruite n'encourra point le ridicule de vouloir passer pour une femme savante, qu'elle aura même le bon esprit de se mettre de niveau avec celles qui n'auront point eu le bonheur de recevoir la même éducation ».
Son féminisme, joint à l’abondance de ses écrits et à un goût prononcé pour la philosophie, lui attira de nombreuses critiques d’écrivains ou de journalistes. L'un d'eux, M. de Féletz déclara par exemple : « Drogues pour drogues, j’aime encore mieux ses ratafias que ses livres. ».

### L'écriture de l'histoire
D'après Francesco Schiariti, Mme Gacon-Dufour était aussi une historienne déterminée à faire de ses travaux une parfaite reconstitution de l'histoire, notamment par les correspondances qu'elle a éditées. Deux des plus importantes sont Correspondance de la Duchesse de Châteauroux (1806) et Plusieurs illustres personnages de la cour de Louis XIV (1808). Gacon Dufour avoue cependant que ces correspondances sont apocryphes et fabriquées d'après des anecdotes entendues lors de son séjour à la cour, alors qu'elle y était lectrice, ce que confirme l'emploi d'expressions inusitées à l'époque durant laquelle ces lettres étaient censées être écrites.

### Les romans
Gacon-Dufour composa une quinzaine de romans moraux qui eurent du succès. Sylvain Maréchal caractérise son œuvre en ces termes : 
… Elle instruit en amusant,

Dans des récits pleins de décence
Dans la préface de son roman Les Dangers de la Prévention, Mme Gacon-Dufour soutient la thèse que les romans doivent avoir une certaine utilité à la société, et prend comme exemple la comédie qui doit corriger les mœurs par le rire. Elle affirme ainsi que ses romans auraient tous tendus à ce but: « Dans tous ceux que j'ai soumis au public, j'ai été guidée par le principe que je viens d'exposer. Je ne les ai pas tous faits seulement d'imagination ; j'avoue que j'ai eu des sujets que j'avais pris dans la société, et que, sous ce rapport, ils pouvaient être regardés comme historiques; mais j'ai toujours tâché qu'il en ressortît quelques préceptes qui tournassent au profit de la société ».
Le Dictionnaire universel des créatrices définit son style comme s'« attach[ant] à décrire les dangers de la passion et la vertu des âmes sensibles ».

### L'économie domestique et rurale
Armande Gacon-Dufour a vécu une grande partie de sa vie sur ses terres, à la campagne ; dans un premier temps, elle s'occupa de ses terres par divertissement, avant de développer un véritable intérêt pour l'agronomie. Membre de plusieurs sociétés savantes d'agriculture et d'agronomie, elle se livra à l'étude des problèmes que posent la pratique de l'agriculture auxquels elle consacra un mémoire qu'elle envoya à la Société Royale d’Agriculture, qui intégra ses recommandations dans son compte-rendu. Elle participa également, avec Charles-Nicolas-Sigisbert Sonnini de Manoncourt, à la rédaction de la Bibliothèque physico-économique pendant quelques années. À partir de 1804, elle écrivit de nombreux livres et mémoires d'économie rurale et domestique, parmi lesquels on retient une collaboration au Dictionnaire des ménages d'Armand-Ernest Havet en 1822 ou aux Manuels-Roret sur l'agriculture, l'économie domestique et l'industrie. À partir de son expérience pratique et de ses expérimentations et recherches, elle offre au lecteur une série de recommandations relatives à la culture, l'élevage et la transformation des produits, en vue d'obtenir un rendement maximum des propriétés. Elle conçut ces ouvrages comme essentiellement pratiques, destinés aux paysans, et renonça pour cela à tout style scientifique, son objectif premier étant d'améliorer le sort de ceux qui travaillent la terre ainsi que celui des femmes au foyer, comme l'indique ce passage d'un de ses ouvrages : « J'ai eu en vue d'être utile à la classe laborieuse et indigente, aux mères chargées de famille, et qui doivent songer plus particulièrement au bien-être de leur maison, autant et plus peut-être que d'indiquer les moyens propres à avancer la science de l'économie rurale et domestique. » Cette subordination de la science au bien-être des individus fait dire à Erica Mannucci que Gacon-Dufour est une héritière des Lumières restée fidèle aux principes révolutionnaires.

## Liste des œuvres
Certains de ces textes ont été publiés anonymement.
- Mémoire pour le sexe féminin contre le sexe masculin, 1787 lire en ligne sur Gallica
- L'Homme errant fixé par la raison, ou Lettres de Célidor et du marquis de Tobers, 1787, 2 vol.
- Le préjugé vaincu, ou lettres de madame la comtesse de .... et de madame de .... refugiée en Angleterre, 1787, lire en ligne
- Les Dangers de la coquetterie, 1788, 2 vol. Tome 2 en ligne
- Marie Armande Jeanne D'Humières Gacon-Dufour, Georgeana Ou La Vertu Persécutée Et Triomphante, Tome 2, Paris, LePetit, 1797, 196 p. (lire en ligne)
- La Femme grenadier, Paris, Ouvrier, 1801    (Wikisource), lire en ligne sur Gallica
- Contre le projet de loi de S***. M***, portant défense d’apprendre à lire aux femmes, par une femme qui ne se pique pas d’être femme de lettres, 1801 lire en ligne sur Gallica
- Le Voyage de plusieurs émigrés, et leur retour en France, 1802, 2 vol.
- Mélicerte et Zirphile, roman historique et moral, suivi des Sœurs rivales, 1802
- Recueil pratique d’économie rurale et domestique, Paris, F. Buisson, 1804, in-12, 243 p., et in-12, 299 p., et 1806, in-12, 300 p.
- De la nécessité de l'instruction pour les femmes, 1805
- Manuel de la ménagère à la ville et à la campagne, et de la Femme de basse-cour ; ouvrage dans lequel on trouve aussi des remèdes nouveaux pour la guérison des bestiaux, etc., Paris, F. Buisson, 1805, 2 vol. in-12, 291 et 548 p.
- Les Dangers de la prévention, roman anecdotique, 1806, 2 vol. Tome 1 en ligne
- Correspondance inédite de Mme de Châteauroux avec le duc de Richelieu, le maréchal de Belle-Isle, MM. Duverney, de Chavigni, Madame de Flavacourt et autres, 1806, 2 vol. Tome 1 en ligne
- Moyens de conserver la santé des habitants des campagnes et de les préserver des maladies, 1806
- Mémoires, anecdotes secrètes galantes, historiques et inédites sur Mme de Lavallière, de Montespan, de Fontanges, de Maintenon et autres illustres personnages du siècle de Louis XIV, 1807, 2 vol. Tome 1 en ligne
- La Cour de Catherine de Médicis, de Charles IX, de Henri III et de Henri IV, 1807, 2 vol.
- Correspondance de plusieurs personnages illustres de la cour de Louis XV, depuis les années 1745 jusques et y compris 1774, faisant suite à la correspondance de Mme de Châteauroux, publiée par Mme Gacon-Dufour, 1808, 2 vol.
- Dictionnaire rural raisonné, dans lequel on trouve le détail des plantes préservatives et curatives des maladies des bestiaux, Paris, L. Collin, 1808, 2 vol. in-8°
- Les Voyageurs en Perse, 1809, 3 vol.
- L'Héroïne moldave, 1818, 3 vol. Tome 1 en ligne Tome 3 en ligne
- Manuel du parfumeur, guide pour faire des parfums, lotions, sachets, vinaigres aromatiques, maquillages, poudres et dentifrices, 1825 Texte en ligne
- Manuel du pâtissier et de la pâtissière, à l'usage de la ville et de la campagne, 1825
- Manuel des habitants de la campagne et de la bonne fermière, ou Guide pratique des travaux à faire pendant le cours de l’année, et où se trouve un grand nombre de nouveaux procédés d’économie rurale et domestique, Paris, Roret, 1826, in-12, 262 p., ou in-18, IV-328 p. Texte en ligne ; 2e  éd., entièrement refondue par Mme Celnart, Paris, Roret, 1828, in-18, III-244 p., et 1834, in-18, III-244 p.
- Manuel des habitants de la campagne et de la bonne fermière, ou Guide pratique des travaux à faire pendant le cours de l’année, et où se trouve un grand nombre de nouveaux procédés d’économie rurale et domestique, 1826 Texte en ligne
- Manuel théorique et pratique du savonnier, ou l'Art de faire toutes sortes de savons, 1827

## Études
- (it) Erica Joy Mannucci, Baionette nel focolare. La Rivoluzione francese e la ragione delle donne, Milan, FrancoAngeli, 2016 (ISBN 978-88-917-3750-2)
- (en) Erica J. Mannucci, « Marie-Armande Gacon-Dufour: A Radical Intellectual at the Turn of the Nineteenth Century », dans Lisa Curtis-Wendlandt, Paul Gibbard, Karen Green (dir.), Political Ideas of Enlightenment Women:  Virtue and Citizenship, Farnham, Surrey, UK, Ashgate, 2013 (ISBN 978-1-4724-0953-9), p. 79-90.
- Gustave Vapereau, Dictionnaire universel des contemporains, 1858, et Dictionnaire universel des littératures, Paris, Hachette, 1876, p. 846.
- Florian Reynaud, Les bêtes à cornes (ou l'élevage bovin) dans la littérature agronomique de 1700 à 1850, Caen, thèse de doctorat en histoire, 2009, annexe 2.
- Geneviève Fraisse, Opinions de femmes : De la veille au lendemain de la Révolution française, textes de Marie-Armande Gacon-Dufour, Olympe de Gouges, Constance de Salm, Albertine Clément-Hémery, et al., Paris, éd. Côté-femmes, 1989  (ISBN 2-907883-04-6).
- Huguette Krief, « Retraite féminine et femmes moralistes au siècle des Lumières », Dix-huitième siècle, n.48, 2016, La Découverte, p. 89-101[lire en ligne].
- Isabelle Brouard-Arends, Lectrices d'Ancien Régime, Presses Universitaires Rennes, 2003.
- Marc Angenot, Les Champions des Femmes : Examen du discours Sur la Supériorité des femmes 1400-1800, Les presses de l'Université du Québec, 1977, p. 90
- Huguette Krief, Lectrices de Rousseau dans la querelle des dames (1786-1801), p. 381-395 [lire en ligne]
- Sylvain Maréchal, Projet d’une loi portant défense d’apprendre à lire aux femmes (1801) texte présenté par Bernard Jolibert suivi des réponses de Marie-Armande Gacon-Dufour et Albertine Clément-Hémery, 2007, L'Harmattan.
- Rebecca Rogers,« Sylvain Maréchal, Projet d’une loi portant défense d’apprendre à lire aux femmes (1801) suivi des réponses de Marie-Armande Gacon-Dufour et Albertine Clément-Hémery », Revue française de pédagogie,161, octobre-décembre 2007 [lire en ligne] ; DOI : 10.4000/rfp.871
- Michel Delon, « Réhabilitation des préjugés et crise des Lumières », Revue germanique internationale [En ligne], 3, 1995. URL : http://rgi.revues.org/494 ; DOI : 10.4000/rgi.494
- Olivier Ritz, « La conquête de l'autonomie sentimentale dans les romans de Gacon-Dufour », Orages, 18, 2020, p. 87-99.
- Jean Lérault, « Marie Armande Jeanne GACON (1753-1835), sœur de lait du marquis de Brunoy », Un mois en ville, le magazine mensuel de la ville de Brunoy.,‎ avril 2021, p. 34-35 (lire en ligne [PDF])